# Alina Devecerski
Alina Natalie Devecerski (Sundbyberg, 27 marzo 1983) è una cantante svedese.

## Biografia
È di origini serba e finlandese.
Ha iniziato a cantare a 19 anni in un girl group. Nel 2010 si è avviata all'attività solista e ha debuttato due anni dopo con il singolo Jag svär, seguito da Flytta på dej!, che ha raggiunto il successo in classifica in Svezia, Danimarca e Norvegia.

## Discografia
Album
- 2012 - Maraton

Singoli
- 2012 - Jag svär
- 2012 - Flytta på dej!
- 2012 - ikväll skiter jag i allt
- 2013 - De e dark nu